# Amtocephale gobiensis
Amtocephale gobiensis Watabe et al., 2011 è un dinosauro erbivoro estinto, appartenente ai pachicefalosauri. Visse nel Cretacico superiore (Turoniano - Santoniano, circa 90 - 88 milioni di anni fa) e i suoi resti fossili sono stati ritrovati in Mongolia.

## Descrizione
Questo animale è noto per un singolo fossile, noto come MPC-D 100/1203, un osso frontoparietale quasi completo proveniente dalla calotta cranica. Quest'osso, formato dalla fusione dei frontali nella parte anteriore e dei parietali nella parte posteriore, ha una lunghezza di poco più di 53 millimetri e uno spessore massimo di 19 millimetri. Il contributo alla lunghezza della cupola cranica della parte parietale è eccezionalmente grande, con una porzione del 41%. Si suppone che, dato il grado di fusione delle ossa, l'esemplare appartenesse a un esemplare subadulto. Come la maggior parte dei pachicefalosauri, Amtocephale era dotato di un cranio a cupola eccezionalmente robusto.

## Tassonomia
Amtocephale è stato descritto per la prima volta nel 2011, sulla base dell'olotipo ritrovato nella formazione Baynshire nella zona di Amtgay, nel deserto del Gobi (Mongolia). Il nome generico significa "testa di Amtgay", mentre l'epiteto specifico allude alla provenienza, il deserto di Gobi. Amtocephale è considerato un rappresentante dei pachicefalosauri, il gruppo di dinosauri ornitischi tipico del Cretaceo superiore, i cui membri erano generalmente dotati di un cranio ispessito. Amtocephale potrebbe essere uno dei pachicefalosauri più antichi.